# Paris-Honfleur
Paris-Honfleur est une ancienne course cycliste française, organisée de 1903 à 1913 entre la Capitale et la ville de Honfleur située dans le département du Calvados en Normandie.
L'édition de 1913 s'est déroulée en deux étapes de 250 kilomètres environ chacune. La première reliait Paris à Tours et la seconde reliait Tours à Honfleur. Le français Frank Henry, tenant du titre, a remporté ces deux épreuves.   

## Palmarès
| Année | Vainqueur        | Deuxième             | Troisième        |
| ----- | ---------------- | -------------------- | ---------------- |
| 1903  | Henri Cornet     | Augustin Ringeval    | Raymond Lacot    |
| 1904  | Paul Armbruster  | Henri Lignon         | Bigot            |
| 1905  | Henri Cornet     | Augustin Ringeval    | Philippe Pautrat |
| 1906  | Gabriel Petit    | Paul Ader            | Roche            |
| 1907  | André Pottier    | Édouard Léonard      | Ernest Ricaux    |
| 1908  | Charles Cruchon  | Julien Maitron       | Bertholet        |
| 1909  | René Derche      | Georges Tribouillard | Léon Lannoy      |
| 1910  | Michaux          | Deperrois            | Henri Cornu      |
| 1912  | Maurice Léturgie | Georges Tribouillard | Omer Beaugendre  |
| 1913  | Frank Henry      | Albert Cléret        | Maurice Gauthier |